# Irmgard Trojer
Irmgard Trojer (San Candido, 16 marzo 1964) è un'ex ostacolista e velocista italiana.

## Biografia
Nata nel 1964 a San Candido, in Alto Adige, è madre di Valentina Cavalleri, anche lei ostacolista, nata nel 1995.
Ha partecipato alla prima competizione di spicco nel 1986, gli Europei di Stoccarda, nei 400 m ostacoli, uscendo in semifinale arrivando 7ª in 58"20, dopo aver passato le batterie con 57"81. 4 anni dopo, a Spalato 1990, sempre nei 400 ostacoli, ha passato le batterie con 56"02 ma è uscita di nuovo in semifinale con l'8º tempo della sua gara, 57"40. A livello europeo è stata di scena anche 2 volte agli Europei indoor, in questo caso nei 400 m piani, a Glasgow 1990 e Genova 1992, uscendo in entrambi i casi in batteria, arrivando rispettivamente 10ª in 54"90 e 7ª in 53"27.
Nel 1987 ha preso parte ai Mondiali di Roma, nei 400 m ostacoli, uscendo in semifinale arrivando 8ª in 57"86, dopo aver passato le batterie con 57"09. 4 anni dopo, a Tokyo 1991, ancora nei 400 ostacoli, ha passato le batterie vincendole con 55"77, ma è uscita ancora in semifinale con il 6º tempo della sua semifinale, 55"66.
A 24 anni ha partecipato ai Giochi olimpici di Seul 1988, nei 400 m ostacoli, uscendo in batteria, arrivando 4ª (passavano le prime 3) con il tempo di 55"74.
4 anni dopo ha preso parte di nuovo alle Olimpiadi di Barcellona 1992, sempre nei 400 m ostacoli, passando la sua batteria con il 2º tempo, 55"49, ma uscendo in semifinale arrivando 8ª in 56"34.
In carriera ha vinto 3 medaglie a livello internazionale, tutte nei 400 m ostacoli: un bronzo e un argento ai Giochi del Mediterraneo, il primo a Laodicea 1987 dove chiuse in 57"25 dietro alla marocchina Nawal El Moutawakel e alla turca Semra Aksu, il secondo ad Atene 1991, dove con 55"42 realizzò il record italiano, terminando dietro alla marocchina Nezha Bidouane e un bronzo all'Universiade di Duisburg 1989, dove arrivò in 57"49, dopo la sovietica Margarita Ponomarëva e la canadese Rosey Edeh.
È stata 10 volte campionessa italiana: 6 volte nei 400 m ostacoli, dal 1987 al 1992, con il 55"62 del 1991 come miglior tempo nelle finali, 2 nei 400 m piani indoor, nel 1990 e 1992 (con il tempo di 53"44) e una volta nei 400 m piani e nella 4×400 m, in entrambi i casi nel 1990, rispettivamente in 53"47 e in 3'42"01 con la SSV Brunico insieme a Karmen Baumgartner, Mayr e Brigitte Wielander.
Per 8 anni ha detenuto il record italiano nei 400 m ostacoli, 55"42 stabilito nel 1991 ad Atene, battuto nel 1999 da un'altra altoatesina, Monika Niederstätter, con 55"10.
Nel 1991 e 1992 è stata premiata come sportiva dell'anno dal quotidiano altoatesino Dolomiten.

## Palmarès
| Anno | Manifestazione          | Sede       | Evento   | Risultato  | Prestazione | Note |
| ---- | ----------------------- | ---------- | -------- | ---------- | ----------- | ---- |
| 1986 | Europei                 | Stoccarda  | 400 m hs | Semifinale | 58"20       |      |
| 1987 | Mondiali                | Roma       | 400 m hs | Semifinale | 57"86       |      |
| 1987 | Giochi del Mediterraneo | Laodicea   | 400 m hs | Bronzo     | 57"25       |      |
| 1988 | Giochi olimpici         | Seul       | 400 m hs | Batteria   | 55"74       |      |
| 1989 | Universiade             | Duisburg   | 400 m hs | Bronzo     | 57"94       |      |
| 1990 | Europei                 | Spalato    | 400 m hs | Semifinale | 57"40       |      |
| 1990 | Europei indoor          | Glasgow    | 400 m    | Batteria   | 54"90       |      |
| 1991 | Mondiali                | Tokyo      | 400 m hs | Semifinale | 55"66       |      |
| 1991 | Giochi del Mediterraneo | Atene      | 400 m hs | Argento    | 55"42       |      |
| 1992 | Giochi olimpici         | Barcellona | 400 m hs | Semifinale | 56"34       |      |
| 1992 | Europei indoor          | Genova     | 400 m    | Batteria   | 53"27       |      |

## Campionati nazionali
- 6 volte campionessa nazionale nei 400 m ostacoli (1987, 1988, 1989, 1990, 1991, 1992)
- 2 volte campionessa nazionale nei 400 m piani indoor (1990, 1992)
- 1 volta campionessa nazionale nei 400 m piani (1990)
- 1 volta campionessa nazionale nella staffetta 4×400 m (1990)

1987
- Oro ai Campionati nazionali italiani, 400 m ostacoli - 56"82

1988
- Oro ai Campionati nazionali italiani, 400 m ostacoli - 56"44

1989
- Oro ai Campionati nazionali italiani, 400 m ostacoli - 56"96

1990
- Oro ai Campionati nazionali italiani, 400 m ostacoli - 56"93
- Oro ai Campionati nazionali italiani, 400 m piani - 53"47
- Oro ai Campionati nazionali italiani, Staffetta 4×400 m - 3'42"01
- Oro ai Campionati nazionali italiani, 400 m piani indoor - 54"12

1991
- Oro ai Campionati nazionali italiani, 400 m ostacoli - 55"62

1992
- Oro ai Campionati nazionali italiani, 400 m ostacoli - 56"09
- Oro ai Campionati nazionali italiani, 400 m piani indoor - 53"44